# Николай Жишев
Николай Андреев Жишев е български политик от БКП.

## Биография
Роден е на 1 януари 1926 г. в Айтос. От 1941 година е член на РМС и се включва в нелегалната съпротива през 1944 година. От 1943 до 1944 г. е куриер на Окръжния комитет на РМС в Бургас. През 1945 година става член на БРП (к). Бил е завеждащ отдел и секретар на Околийския комитет на РМС и председател на Околийския комитет на ДСНМ в Айтос. Завършва Партийната школа при ЦК на КПСС. От 1951 е първи секретар на Околийския комитет БКП в Бургас. След това от 1953 г. е секретар на Окръжния комитет на БКП. Бил е председател на Изпълнителния комитет на Общинския народен съвет. От 1965 г. до 1971 г. е първи секретар на Окръжния комитет на БКП – Бургас. В периода 1971 – 1976 година е министър на снабдяването и държавните резерви в две правителства. Председател на Българо-либийската комисия за икономическо и научно-техническо сътрудничество. Между 1966 и 1990 година е член на ЦК на БКП (кандидат-член е от VIII конгрес на БКП – 1962 г.), член на Държавния съвет (1981 – 1990). Първи секретар на Окръжния комитет (от 1976 г.) и на Областния комитет на БКП в Бургас след обединяване на Бургаски, Сливенски и Ямболски окръзи до пенсионирането си..
През 1990 година е предложен за изключване от БСП, но Общопартийната контролна комисия на БСП отхвърля предложението и потвърждава членството му в БСП с решение от 27 април 1991 г. Излиза в пенсия. От 1997 до 2006 година членува в БКП „Георги Димитров“, а по-късно – в Партията на българските комунисти. Пише мемоарна книга „С вълните на времето“. . Умира на 10 януари 2014 г., на 88-годишна възраст, в гр. Бургас. Носител е на ордените „Георги Димитров“ и „13 века България“ и почетното звание „Герой на социалистическия труд на България“.